# Martin Huss
Carl Martin Huss, född 2 februari 1849 i Torps församling, Västernorrlands län, död där 4 december 1897, var en svensk godsägare och riksdagsman.
Martin Huss var ägare till godset Johannisberg i Västernorrlands län. Han var ledamot av riksdagens andra kammare från 1885, invald i Medelpads västra domsagas valkrets.